# Samuel Igun
Samuel Igun (ur. 28 lutego 1938 w Warri) – nigeryjski lekkoatleta, specjalista skoku wzwyż i trójskoku, dwukrotny medalista igrzysk Imperium Brytyjskiego i Wspólnoty Brytyjskiej w 1966, czterokrotny olimpijczyk.

## Kariera sportowa
Startował z powodzeniem w dwóch różnych konkurencjach technicznych: skoku wzwyż i trójskoku. Odpadł w kwalifikacjach obu tych konkurencji na igrzyskach olimpijskich w 1960 w Rzymie, a na igrzyskach olimpijskich w 1964 w Tokio zajął 15. miejsce w skoku wzwyż.
Zwyciężył zarówno w skoku wzwyż, jak i w trójskoku na igrzyskach afrykańskich w 1965 w Brazzaville. Zdobył złoty medal w trójskoku, wyprzedzając swego kolegę z reprezentacji Nigerii George’a Ogana oraz Freda Alsopa z Anglii, a także srebrny medal w skoku wzwyż, za Lawriem Peckhamem z Australii, a przed Antonem Norrisem z Nowej Zelandii, na igrzyskach Imperium Brytyjskiego i Wspólnoty Brytyjskiej w 1966 w Kingston.
Odpadł w eliminacjach trójskoku na igrzyskach olimpijskich w 1968 w Meksyku. Na igrzyskach Brytyjskiej Wspólnoty Narodów w 1970 w Edynburgu zajął 7. miejsce w trójskoku i 11. miejsce w skoku wzwyż, a na igrzyskach olimpijskich w 1972 w Monachium 11. miejsce w trójskoku.

## Rekordy życiowe
Rekordy życiowe Iguna:
- skok wzwyż – 2,08 m (2 maja 1964, Ibadan)
- trójskok – 16,33 m (3 września 1972, Monachium)